# کنسرت رؤیایی: زنده از اهرام بزرگ مصر
کنسرت رویایی: زنده از اهرام بزرگ مصر (به انگلیسی: The Dream Concert: Live from the Great Pyramids of Egypt) هفتمین آلبوم زنده و کنسرت ویدئویی یانی است که به صورت رسمی در تاریخ ۳ ژوئن ۲۰۱۶ منتشر شد. دو کنسرت در تاریخ‌های ۳۰ و ۳۱ اکتبر ۲۰۱۵ در زمین‌های اطراف اهرام مصر و ابوالهول بزرگ جیزه برگزار شدند، که اولین اجرای یانی در مصر به حساب می‌آید.

## پیش‌زمینه
این دو کنسرت شامل آتش‌بازی و نیز پخش ویدئویی توسط اسکات کلی به‌عنوان فرمانده ایستگاه فضایی بین‌المللی می‌شدند، و همچنین با قالب وضوح بالای ۴کی برای پخش‌های بعدی از شبکهٔ پی‌بی‌اس ضبط شدند.
برای القای حس امنیتی پایدار پس از انقلاب مصر (۲۰۱۲-۲۰۱۱)، نیروی امنیتی مصری‌ای به تعداد ۳۰۰۰ نفر امنیت محدودهٔ کنسرت را به‌عهده گرفتند؛ حملهٔ تروریستی به پرواز شماره ۹۲۶۸ کاگالیماویا در شبه‌جزیرهٔ سینا در صبح روز ۳۱ اکتبر ۲۰۱۵ — در زمان میان دو کنسرت قاهره — رخ داد.

## مکان

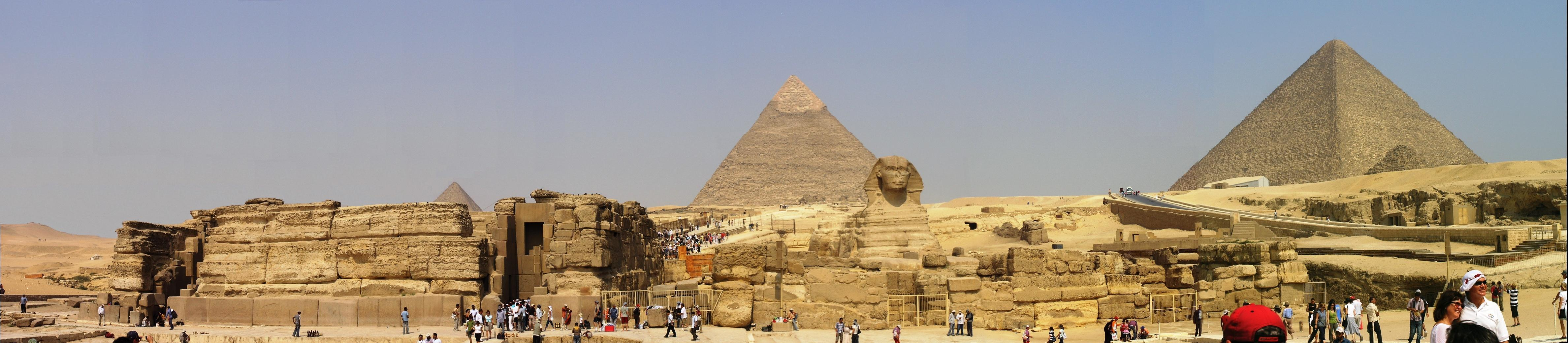
دو کنسرت ۲۰۱۵ یانی شب‌هنگام در منطقهٔ جیزه، با اهرام مصر و ابوالهول بزرگ جیزه در پس‌زمینهٔ آن، اجرا شدند.

## فهرست آهنگ‌ها
سی‌دی شمارهٔ ۱:
| شماره | نام                                   | نام (به فارسی)                       | مدت  |
| ----- | ------------------------------------- | ------------------------------------ | ---- |
| ۱.    | «One Man's Dream»                     | «رویای یک مرد»                       | ۲:۴۶ |
| ۲.    | «For All Seasons»                     | «برای تمام فصول»                     | ۶:۰۱ |
| ۳.    | «Yanni: Welcome»                      | «یانی: خوش آمدید»                    | ۳:۴۵ |
| ۴.    | «Felitsa»                             | «فِلیتسا»                             | ۴:۵۱ |
| ۵.    | «Acroyali»                            | «آکرویالی»                           | ۲:۱۷ |
| ۶.    | «Human Condition»                     | «وضع بشر»                            | ۵:۱۲ |
| ۷.    | «Dreams Come True Interlude»          | «میان‌پردهٔ رویاها به حقیقت می‌پیوندند» | ۲:۴۳ |
| ۸.    | «Reflections of Passion»              | «بازتاب‌های شور»                      | ۴:۳۳ |
| ۹.    | «Standing in Motion»                  | «ایستادن در جنبش»                    | ۱:۵۰ |
| ۱۰.   | «Nostalgia»                           | «دلتنگی»                             | ۴:۲۰ |
| ۱۱.   | «Niki Nana»                           | «نیکی نانا»                          | ۶:۴۱ |
| ۱۲.   | «Santorini»                           | «سانتورینی»                          | ۴:۴۹ |
| ۱۳.   | «International Space Station Message» | «پیام ایستگاه فضایی بین‌المللی»       | ۳:۵۳ |
| ۱۴.   | «The Storm»                           | «طوفان»                              | ۴:۱۸ |

سی‌دی شمارهٔ ۲:
| شماره | نام                                   | نام (به فارسی)                       | مدت  |
| ----- | ------------------------------------- | ------------------------------------ | ---- |
| ۱.    | «Introduction: Dream Sequence»        | «پیش‌درآمد: فصل رویا»                 | ۱:۴۱ |
| ۲.    | «One Man's Dream»                     | «رویای یک مرد»                       | ۲:۴۶ |
| ۳.    | «For All Seasons»                     | «برای تمام فصول»                     | ۶:۰۱ |
| ۴.    | «Yanni: Welcome»                      | «یانی: خوش آمدید»                    | ۳:۴۵ |
| ۵.    | «Felitsa»                             | «فِلیتسا»                             | ۴:۵۱ |
| ۶.    | «Acroyali»                            | «آکرویالی»                           | ۲:۱۷ |
| ۷.    | «Human Condition»                     | «وضع بشر»                            | ۵:۱۲ |
| ۸.    | «Dreams Come True Interlude»          | «میان‌پردهٔ رویاها به حقیقت می‌پیوندند» | ۲:۴۳ |
| ۹.    | «Reflections of Passion»              | «بازتاب‌های شور»                      | ۴:۳۳ |
| ۱۰.   | «Standing in Motion»                  | «ایستادن در جنبش»                    | ۱:۵۰ |
| ۱۱.   | «Nostalgia»                           | «دلتنگی»                             | ۴:۲۰ |
| ۱۲.   | «Niki Nana»                           | «نیکی نانا»                          | ۶:۴۱ |
| ۱۳.   | «Santorini»                           | «سانتورینی»                          | ۴:۴۹ |
| ۱۴.   | «International Space Station Message» | «پیام ایستگاه فضایی بین‌المللی»       | ۳:۵۳ |
| ۱۵.   | «The Storm»                           | «طوفان»                              | ۴:۱۸ |

## موسیقی‌دانان و خوانندگان
موسیقی‌دانان: (به ترتیب الفبا)
چارلی اَدمز: درام
بندیکت برایدرن: ویولن
جیسِن کاردِر: ترومپت و فلوگل‌هورن
یوئل دل سول: کوبه‌ای
ویکتور اسپینولا: چنگ
مینگ فریمن: کیبرد
جیمز مَتوس: کُر (فرنچ‌هورن)
سارا اُبرایِن: ویولنسل
مری سیمسون: ویولن
دَنا تیبُو: ترومبون
گابریل ویواس: گیتار بیس
سَموِل یِروینیان: ویولن
الکساندر ژیروف: ویولنسل
خوانندگان: (به ترتیب الفبا)
لورن یلنکوویچ
لیزا لَوی